# جمهوری خلق کمپوچیا
جمهوری خلق کمپوچیا (خمر: សាធារណរដ្ឋប្រជាមានិតកម្ពុជា)یک کشور تا حدی به رسمیت شناخته شده در آسیای جنوب شرقی بود که از سال ۱۹۷۹ تا ۱۹۸۹ وجود داشت. این دولت متکی ویتنام بود که در کامبوج توسط جبهه متحد خمرهای سرخ برای نجات ملی تحت حمایت ویتنام تأسیس شد. دولت پل پوت. با تهاجم ویتنام، که ارتش خمرهای سرخ را شکست داد، ویتنام و اتحاد جماهیر شوروی را متحدان اصلی خود داشتند.
جمهوری خلق کمپوچیا به دلیل مداخله دیپلماتیک چین، بریتانیا، ایالات متحده و کشورهای آسه آن موفق به کسب تاییدیه سازمان ملل نشد. کرسی کامبوج در سازمان ملل در اختیار دولت ائتلافی کمپوچیای دموکراتیک بود که خمرهای سرخ در ائتلاف با دو جناح چریکی غیرکمونیست بودند. با این حال، جمهوری خلق کمپوچیا بین سال‌های ۱۹۷۹ و ۱۹۹۳ به عنوان دولت دفاکتو کامبوج در نظر گرفته می‌شد، البته با به رسمیت شناختن محدود بین‌المللی خارج از بلوک شرق.
از آغاز ماه مه ۱۹۸۹، جمهوری خلق کمپوچیا نام «کامبوج» را با تغییر نام کشور به دولت کامبوج در طول چهار سال آخر عمر خود در تلاش برای جلب همدردی بین‌المللی بازگرداند. با این حال، اکثریت رهبری و ساختار تک حزبی خود را در حالی که در حال گذار بود حفظ کرد و در نهایت جای خود را به بازسازی پادشاهی کامبوج داد. PRK/SOC به عنوان یک دولت کمونیستی از سال ۱۹۷۹ تا ۱۹۹۱ وجود داشت، سالی که در آن حزب واحد حاکم ایدئولوژی مارکسیستی-لنینیستی خود را کنار گذاشت.
تحت کنترل ویتنامی‌ها، جمهوری خلق کمپوچیا در پی نابودی کامل نهادها، زیرساخت‌ها و روشنفکران کشور توسط حکومت خمرهای سرخ ایجاد شد.

## انتقال و دولت کامبوج (۱۹۸۹–۱۹۹۳)
در ۲۹ تا ۳۰ آوریل ۱۹۸۹، مجمع ملی PRK به ریاست هون سن جلسه ای برگزار کرد تا در ابتدا تغییرات اساسی در قانون اساسی ایجاد کند. نام «جمهوری خلق کمپوچیا» به‌طور رسمی به دولت کامبوج تغییر یافت - نامی که قبلاً درست پس از کودتای ۱۹۷۰ استفاده می‌شد - با معرفی مجدد رنگ آبی در پرچم کامبوج و سایر نمادهای دولتی، اگرچه نشان‌های ملی تقریباً ثابت ماندند. سرود ملی و نمادهای نظامی نیز تغییر کردند.
نام «نیروهای مسلح انقلابی خلق کامبوج» (KPRAF) به «نیروهای مسلح مردمی کامبوج» تغییر یافت. مجازات اعدام رسماً لغو شد و بودیسم که تا حدی توسط جمهوری خلق کمپوچیا در سال ۱۹۷۹ احیا شده بود، به‌طور کامل به عنوان دین ملی معرفی شد، که به موجب آن محدودیت برای رده‌بندی مردان زیر ۵۰ سال برداشته شد و سرودهای سنتی بودایی از سر گرفته شد. رسانه‌ها. به دنبال عادی سازی کامل زندگی مذهبی سنتی، بودیسم در کامبوج بسیار محبوب شد و احیای گسترده‌ای را تجربه کرد.
با هدف آزادسازی اقتصاد کامبوج، مجموعه‌ای از قوانین مربوط به «مالکیت شخصی» و «محور بازار آزاد» نیز به تصویب رسید. قانون اساسی جدید تصریح کرد که کامبوج یک کشور بی‌طرف و غیرمتعهد است. حزب حاکم همچنین اعلام کرد که با گروه‌های مخالف مذاکره خواهد شد.
دولت کامبوج در دورانی از گذارهای چشمگیر زندگی کرد که با فروپاشی کمونیسم در اتحاد جماهیر شوروی و اروپای شرقی آغاز شد. کمک‌های شوروی به ویتنام کاهش یافت که با خروج نیروهای اشغالگر ویتنامی به اوج خود رسید. گفته می‌شود آخرین سربازان ویتنامی در ۲۶ سپتامبر ۱۹۸۹ کامبوج را ترک کردند اما احتمالاً تا سال ۱۹۹۰ آن را ترک نکردند بسیاری از غیرنظامیان ویتنامی نیز در ماه‌های بعد به ویتنام بازگشتند و به توانایی آواتار جدید PRK برای کنترل اوضاع پس از خروج ارتش ویتنام اعتماد نداشتند.